# Campanya del Diyar Bakr (1401)
La campanya del Diyar Bakr fou una campanya militar feta per l'exèrcit de Tamerlà a aquesta regió el 1401.
Les tropes timúrides procedents de Síria van arribar al Eufrates, que es va creuar nadant i algunes coses amb l'ajut de dos vaixells que es van trobar a Bire, el governador de la qual va anar a portar regals a Timur i fou confirmat en el càrrec. També hi va anar Kara Osman dels ak koyunlu, governador d'Amida (Armènia) (Diyarbakir) i Malatya, portant regals i tenint l'honor de baixar el tapis imperial. Allí es va organitzar una cacera que va comportar una nova matança d'animals, molts a cops de sabre; al banquet es va fer portar bon vi.
De Bire van passar a Edessa (Al-Ruha) on els notables locals li van retre homenatge i foren ben tractats. Una mica mes endavant hi havia un castell dominat per armenis cristians, que fou arrasat i els habitants exterminats. En aquesta zona va rebre a Hendu Shah Kazanji, que venia de Samarcanda, informant del bon estat del país i la absoluta tranquil·litat que hi regnava. També va arribar un emissari de les reines Tukal Khanum i Tuman Agha i un altre de la reina Sarai Mulk Khanum des de Sultaniya que informaven a Timur de la bona salut dels seus fills.
Timur es va dirigir aleshores a Mardin. Allí les reines i prínceps foren reenviats carregats de regals amb l'amir Kazanji cap a Samarcanda. També a Mardin va rebre en audiència al príncep d'Hisn Kayfa i al sultà d'Arzan i altres prínceps i senyors de la zona. A Mardin governava Aiza, al qual Timur havia tingut tres anys presoner lligat de peus i mans i l'havia perdonat però sota promesa de que sempre ajudaria a Timur com a bon vassall i si no podia personalment hi enviaria a un fill o un germà; però en la recent campanya de Síria no havia enviat cap destacament i ara, al arribar Timur, no es va atrevir a comparèixer davant d'ell i es va fortificar a la fortalesa de Mardin que estava en un roc inaccessible on es podien fer alguns cultius i es disposava de fonts d'aigua; com que el setge requeria temps, Timur es va limitar a arruïnar la ciutat (la vila baixa) i els mercats i va ordenar a Kara Osman de bloquejar la ciutat de manera que no pugues entrar ni sortir ningú. Als sultans de Hisn Kayfa, Arzan i altres els va concedir diversos honors. Després va enviar a l'amir Allahdad a Samarcanda, amb l'encarrec de vigilar la frontera amb els jats.